# Vilém I. Pruský
Vilém I. Pruský (plným jménem Wilhelm Friedrich Ludwig von Hohenzollern) (22. března 1797, Berlín – 9. března 1888, Berlín) byl pruský král (1861–1888) a první německý císař (1871–1888). Pocházel z braniborské větve rodu Hohenzollernů.

## Původ
Vilém se narodil jako druhorozený syn pruského krále Fridricha Viléma III. a jeho první manželky Luisy Meklenbursko-Střelické. Jako s druhorozeným s ním nebylo počítáno jako s následníkem trůnu a tudíž měl menší vzdělání v diplomatických záležitostech než jeho starší bratr.
Od roku 1814 sloužil v pruské armádě, kde se projevil jako velmi statečný voják. Pod vedením maršála Gebharda Leberechta von Blüchera bojoval v bitvách u Ligny a Waterloo. Po Napoleonově pádu se jako diplomat účastnil jednání Vídeňského kongresu v roce 1815.
V roce 1840, když zemřel jeho otec, se stal králem Vilémův starší bratr Fridrich Vilém IV. Vilém se stal korunním princem, neboť Fridrich Vilém IV. neměl žádné potomky. Během revoluce v roce 1848 korunní princ Vilém úspěšně rozdrtil povstání, která byla zaměřena proti jeho staršímu bratrovi Fridrichovi Vilémovi IV. Díky tomu si vysloužil přezdívku Kartätschenprinz (Kartáčový princ).

## Vláda

### Princ Vilém regentem
Konzervativní král Fridrich Vilém IV., starší bratr prince Viléma, se v červenci 1857 vracel z návštěvy císaře Františka Josefa I., když ho postihl záchvat mrtvice a ztratil schopnost mluvit (afasie). Další záchvaty ochromily jeho mozkové funkce, takže nebyl schopen vládnout a jeho bratr princ Vilém se tak stal v roce 1858 regentem. Král Fridrich Vilém IV. pomalu umíral ještě tři a půl roku. Zemřel 2. ledna 1861, nedlouho poté následován svým pobočníkem Leopoldem von Gerlachem. Tím se stal jeho bratr Vilém pruským králem Vilémem I.

### Pruský král
Po bratrově smrti se 16. ledna 1861 stal Vilém pruským králem. 18. října toho roku se nechal jako poslední (a zřejmě jen druhý) pruský král korunovat v Königsbergu (Královci).

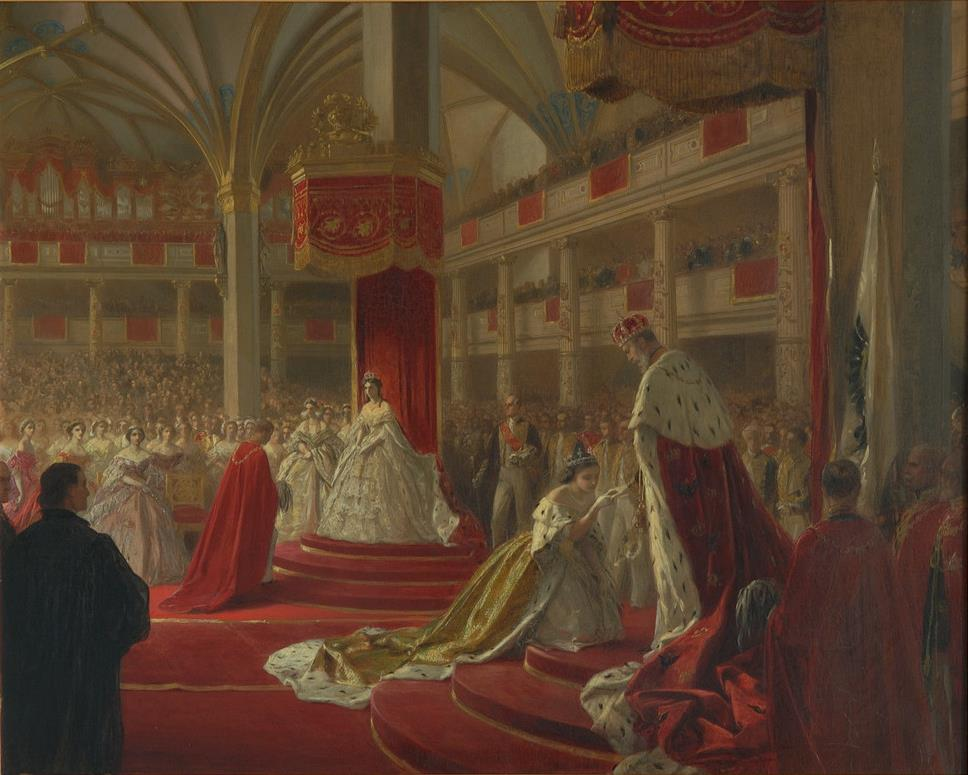
Vilémova korunovace pruským králem, korunní princezna Viktorie mu vzdává poctu

14. června 1861 byl v Baden-Badenu na krále Viléma spáchán neúspěšný atentát. O rok později jmenoval do funkce kancléře Otto von Bismarcka, který tuto funkci zastával po zbytek Vilémova života. Po svém předchůdci a bratrovi zdědil problematickou otázku sjednocení Německa a rozpor mezi králem a liberálním parlamentem. Vilém byl liberály považován za více politicky neutrálního než jeho bratr Fridrich Vilém IV.
V roce 1864 se společně s Rakouskem účastnil války o Šlesvicko-Holštýnsko. Tyto války Prusko a Rakousko vyhrály a rozdělily si získaná území takto: Holštýnsko získalo Rakousko, Šlesvicko se stalo prusko-rakouským kondominiem a Lauenbursko s titulem vévodství (kterého se musel zříci dánský král) získalo Prusko a král Vilém I. se tudíž stal také lauenburským vévodou. Lauenbursko se poté stalo spolu s Pruskem, kterému plně podléhalo, součástí Severoněmeckého spolku a v roce 1876 bylo plně začleněno jako okres do pruské provincie Šlešvicko-Holštýnsko.
Poté v roce 1866 se král Vilém zúčastnil války proti Rakousku, během které dobyl Holštýnsko a část Čech. Po válce byly Šlesvicko a Holštýnsko připojeny k Prusku. Prusko se stalo vedoucím státem Severoněmeckého spolku, který částečně nahradil po této válce Německý spolek, jenž zanikl. Král Vilém I. se stal prezidentem tohoto spolku.
V letech 1870–1871 se účastnil války proti Francii, která byla vyprovokována Bismarckem vymyšlenou kandidaturou hohenzollernského prince Leopolda na španělský trůn, již však posléze stáhl. Francouzský císař Napoleon III. vyhlásil válku Prusku, ale byl poražen a zajat.

### Německý císař

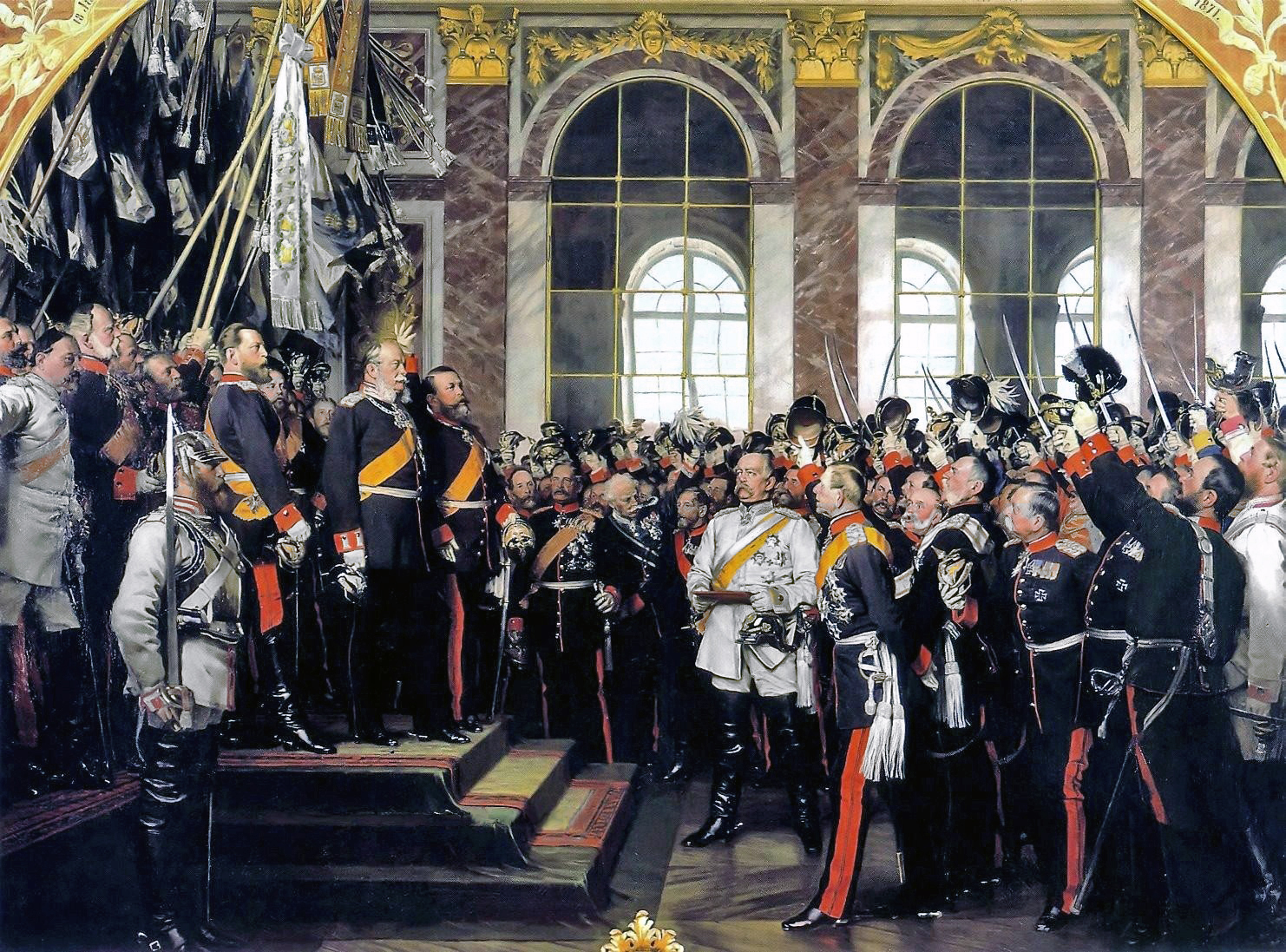
Proklamace Viléma německým císařem

Tím byla poskytnuta záminka pro konečné sjednocení Německa pod vládou Pruska. Po francouzské porážce v prusko-francouzská válce byl díky Bismarckově úsilí Vilémovi nabídnut dědičný titul německého císaře.
Přijetí císařského titulu nebylo jak pro krále Viléma, tak pro Bismarcka jednoduché; Vilém I. by raději zůstal pruským králem, protože jako král by byl sám svým pánem, ale jako německý císař by musel být omezeným panovníkem velkého soustátí. Kancléř Bismarck se snažil králi Vilémovi přijetí císařského titulu zpříjemnit, a proto za úplatu poslal předem napsaný dopis bavorskému králi Ludvíku II., jen aby král Vilém přijal hodnost císaře jako předseda spolku z přání německých knížat. Vilém I. nejdříve souhlasil s tím, že přijme jen titul Kaiser von Deutschland (císař Německa), to však nebylo přijatelné pro jednotlivé německé panovníky a hrozilo mezinárodním konfliktem se státy, jež se sice nacházely na původně německém území, nebyly však členy Německého spolku (Nizozemsko, Rakousko, Švýcarsko atp.). Původně navrhovaný titul Kaiser der Deutschen (císař Němců), vynořivší se již v revolučním roce 1848 (jako revoluční titul „z vůle lidu“), nebyl pro Viléma akceptovatelný s ohledem na jeho demokratické konotace. Jako kompromis byl nakonec zvolen titul v podobě Deutscher Kaiser (německý císař).
Poté byl konečně 18. ledna 1871 v Zrcadlovém sále ve francouzském Versailles Vilém I. prohlášen německými panovníky za prvního německého císaře. Tím bylo vytvořeno Německé císařství sjednocené Pruskem (krví a železem), které bylo předchůdcem dnešního Německa.
Po celou dobu panování byl Vilém do jisté míry závislý na Bismarckovi, kterého považoval pro Německou říši za nepostradatelného. Během jeho panování bylo na Viléma provedeno několik pokusů o atentát.
Po Vilémově smrti 9. března 1888 se císařem stal jeho syn Fridrich III. Ten svého otce přežil jen o 99 dní, Poté na trůn nastoupil Vilémův vnuk Vilém II.

## Rodina
Dne 11. června 1829 se v kapli zámku Charlottenburg oženil s princeznou Augustou Sasko-Výmarskou, s níž měl dvě děti:
- Fridrich (18. října 1831 – 15. června 1888), německý císař a pruský král, ⚭ 1858 Viktorie Sasko-Koburská (21. listopadu 1840 – 5. srpna 1901)
- Luisa Marie Alžběta (3. prosince 1838 – 23. dubna 1923), ⚭ 1858 Fridrich I. (9. září 1826 – 28. září 1907), velkovévoda bádenský

## Tituly

### Tituly a oslovení
- březen 1797 – leden 1861: Jeho královská Výsost, pruský princ
- leden 1861 – leden 1871: Jeho Veličenstvo, pruský král
- leden 1871 – březen 1888: Jeho císařské a královské Veličenstvo, německý císař, pruský král

### Celý titul po roce 1871
Jeho císařské a královské Veličenstvo Vilém I./Fridrich III./Vilém II., z Boží milosti, německý císař a pruský král, markrabě braniborský, purkrabí norimberský, hrabě hohenzollernský, svrchovaný a nejvyšší vévoda slezský a Hrabství kladského, velkovévoda dolnorýnský a poznaňský, vévoda saský, vestfálský, engernský, pomořanský a lüneburský, holštýnský a šlesvický, magdeburský, brémský, geldernský, klévský, jülišský a berský, vévoda Vendů a Kašubů, krosenský, lauenburský a meklenburský; lankrabě hesenský a durynský; markrabě horno- a dolnolužický; kníže oranžský, rujánský, východofríský, padernbornský a pyrmontský, halberstadtský, münsterský, mindenský, osnabrücký, hildesheimský, verdenský, camminský, fuldský, nasavský, moerský; hrabě henneberský, markský, ravensberský, hohensteinský, tecklenburský, lingenský, hrabě mansfeldský, sigmaringenský a veringenský, pán Frankfurtu.

## Vilémovo
Na počest císaře byla pojmenována odrůda jabloně 'Vilémovo' ('Kaiser Wilhelm'). Císař pojmenování povolil s tím že "je to skutečně majestátní jablko."

## Vývod z předků
|                 |                                                  |  |                                           |                                                          |  |  |  |  |  |  |  | Fridrich Vilém I. |
|                 |                                                  |  |                                           |                                                          |  |  |  |  |  |  |  |                   |
|                 | August Vilém Pruský                              |  |                                           |                                                          |  |  |  |  |  |  |  |                   |
|                 |                                                  |  |                                           |                                                          |  |  |  |  |  |  |  |                   |
|                 |                                                  |  |                                           | Žofie Dorotea Hannoverská                                |  |  |  |  |  |  |  |                   |
|                 |                                                  |  |                                           |                                                          |  |  |  |  |  |  |  |                   |
|                 | Fridrich Vilém II.                               |  |                                           |                                                          |  |  |  |  |  |  |  |                   |
|                 |                                                  |  |                                           |                                                          |  |  |  |  |  |  |  |                   |
|                 |                                                  |  |                                           | Ferdinand Albert II. Brunšvicko-Wolfenbüttelský          |  |  |  |  |  |  |  |                   |
|                 |                                                  |  |                                           |                                                          |  |  |  |  |  |  |  |                   |
|                 | Luisa Amálie Brunšvicko-Wolfenbüttelská          |  |                                           |                                                          |  |  |  |  |  |  |  |                   |
|                 |                                                  |  |                                           |                                                          |  |  |  |  |  |  |  |                   |
|                 |                                                  |  |                                           | Antonie Amálie Brunšvicko-Wolfenbüttelská                |  |  |  |  |  |  |  |                   |
|                 |                                                  |  |                                           |                                                          |  |  |  |  |  |  |  |                   |
|                 | Fridrich Vilém III.                              |  |                                           |                                                          |  |  |  |  |  |  |  |                   |
|                 |                                                  |  |                                           |                                                          |  |  |  |  |  |  |  |                   |
|                 |                                                  |  |                                           | Ludvík VIII. Hesensko-Darmstadtský                       |  |  |  |  |  |  |  |                   |
|                 |                                                  |  |                                           |                                                          |  |  |  |  |  |  |  |                   |
|                 | Ludvík IX. Hesensko-Darmstadtský                 |  |                                           |                                                          |  |  |  |  |  |  |  |                   |
|                 |                                                  |  |                                           |                                                          |  |  |  |  |  |  |  |                   |
|                 |                                                  |  |                                           | Šarlota Hanau-Lichtenberská                              |  |  |  |  |  |  |  |                   |
|                 |                                                  |  |                                           |                                                          |  |  |  |  |  |  |  |                   |
|                 | Frederika Luisa Hesensko-Darmstadtská            |  |                                           |                                                          |  |  |  |  |  |  |  |                   |
|                 |                                                  |  |                                           |                                                          |  |  |  |  |  |  |  |                   |
|                 |                                                  |  |                                           | Kristián III. Falcko-Zweibrückenský                      |  |  |  |  |  |  |  |                   |
|                 |                                                  |  |                                           |                                                          |  |  |  |  |  |  |  |                   |
|                 | Karolína Falcko-Zweibrückenská                   |  |                                           |                                                          |  |  |  |  |  |  |  |                   |
|                 |                                                  |  |                                           |                                                          |  |  |  |  |  |  |  |                   |
|                 |                                                  |  |                                           | Karolína Nasavsko-Saarbrückenská                         |  |  |  |  |  |  |  |                   |
|                 |                                                  |  |                                           |                                                          |  |  |  |  |  |  |  |                   |
| Vilém I. Pruský |                                                  |  |                                           |                                                          |  |  |  |  |  |  |  |                   |
|                 |                                                  |  |                                           |                                                          |  |  |  |  |  |  |  |                   |
|                 |                                                  |  | Adolf Fridrich II. Meklenbursko-Střelický |                                                          |  |  |  |  |  |  |  |                   |
|                 |                                                  |  |                                           |                                                          |  |  |  |  |  |  |  |                   |
|                 | Karel Ludvík Fridrich Meklenbursko-Střelický     |  |                                           |                                                          |  |  |  |  |  |  |  |                   |
|                 |                                                  |  |                                           |                                                          |  |  |  |  |  |  |  |                   |
|                 |                                                  |  |                                           | Kristiana Emilie Schwarzbursko-Sondershausenská          |  |  |  |  |  |  |  |                   |
|                 |                                                  |  |                                           |                                                          |  |  |  |  |  |  |  |                   |
|                 | Karel II. Meklenbursko-Střelický                 |  |                                           |                                                          |  |  |  |  |  |  |  |                   |
|                 |                                                  |  |                                           |                                                          |  |  |  |  |  |  |  |                   |
|                 |                                                  |  |                                           | Arnošt Fridrich I. Sasko-Hildburghausenský               |  |  |  |  |  |  |  |                   |
|                 |                                                  |  |                                           |                                                          |  |  |  |  |  |  |  |                   |
|                 | Alžběta Sasko-Hildburghausenská                  |  |                                           |                                                          |  |  |  |  |  |  |  |                   |
|                 |                                                  |  |                                           |                                                          |  |  |  |  |  |  |  |                   |
|                 |                                                  |  |                                           | Žofie Albertina z Erbachu                                |  |  |  |  |  |  |  |                   |
|                 |                                                  |  |                                           |                                                          |  |  |  |  |  |  |  |                   |
|                 | Luisa Meklenbursko-Střelická                     |  |                                           |                                                          |  |  |  |  |  |  |  |                   |
|                 |                                                  |  |                                           |                                                          |  |  |  |  |  |  |  |                   |
|                 |                                                  |  |                                           | Ludvík VIII. Hesensko-Darmstadtský                       |  |  |  |  |  |  |  |                   |
|                 |                                                  |  |                                           |                                                          |  |  |  |  |  |  |  |                   |
|                 | Jiří Vilém Hesensko-Darmstadtský                 |  |                                           |                                                          |  |  |  |  |  |  |  |                   |
|                 |                                                  |  |                                           |                                                          |  |  |  |  |  |  |  |                   |
|                 |                                                  |  |                                           | Šarlota z Hanau-Lichtenbergu                             |  |  |  |  |  |  |  |                   |
|                 |                                                  |  |                                           |                                                          |  |  |  |  |  |  |  |                   |
|                 | Frederika Hesensko-Darmstadtská                  |  |                                           |                                                          |  |  |  |  |  |  |  |                   |
|                 |                                                  |  |                                           |                                                          |  |  |  |  |  |  |  |                   |
|                 |                                                  |  |                                           | Kristián Karel Reinhard z Leiningen-Dachsburg-Falkenburg |  |  |  |  |  |  |  |                   |
|                 |                                                  |  |                                           |                                                          |  |  |  |  |  |  |  |                   |
|                 | Marie Luisa Leiningensko-Falkenbursko-Dagsburská |  |                                           |                                                          |  |  |  |  |  |  |  |                   |
|                 |                                                  |  |                                           |                                                          |  |  |  |  |  |  |  |                   |
|                 |                                                  |  |                                           | Kateřina Polyxena ze Solms-Rödelheim                     |  |  |  |  |  |  |  |                   |
|                 |                                                  |  |                                           |                                                          |  |  |  |  |  |  |  |                   |

## Galerie

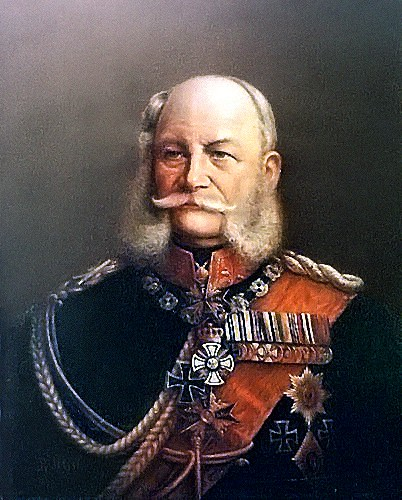
Císař a král Vilém I.
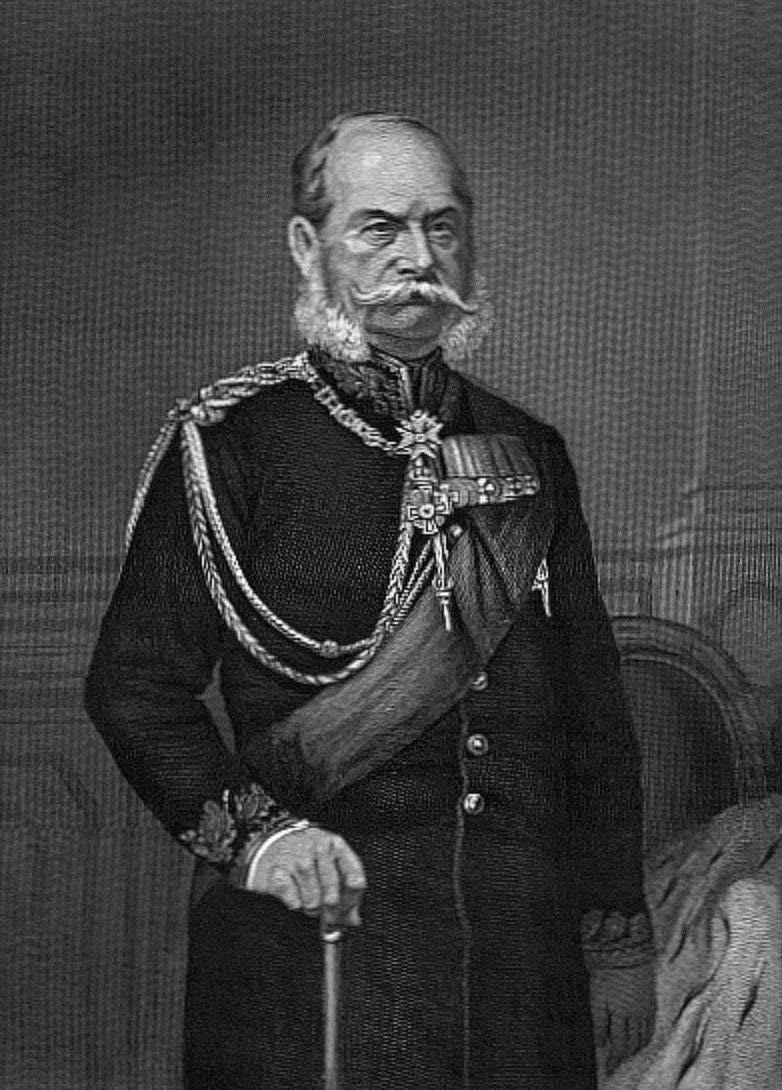
Vilém I. v roce 1873
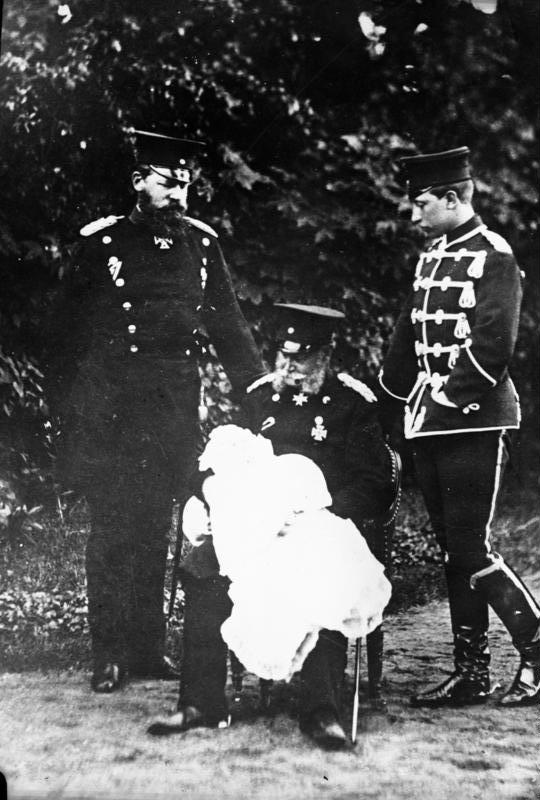
Se synem Fridrichem, vnukem Vilémem a pravnukem Vilémem
Standarta císaře Viléma
Jiná standarta císaře Viléma